# Nyctimene cyclotis
Nyctimene cyclotis — вид рукокрилих, родини Криланових. 

## Середовище проживання
Країни поширення: Індонезія. Проживає в серединних гірських лісах. Як передбачається, мають аналогічні вимоги до середовища проживання Nyctimene certans і зустрічаються в первинних і вторинних лісах, узліссях і сільських садах, в гірських лісах.